# Mongoli
Mongolii (în limba mongolă monggol) sunt un popor asiatic. Mongolii se pot împărți în două subgrupe. Mongolii de sud-est și Mongolii de vest. Denumirea mongol provine din limba tungruză însemnând, în traducere, „neînvins”.
Un răstimp, mongolii au fost un grup de triburi de pe cursul mijlociu al râului Onon fără o însemnătate deosebită. Triburile au început să joace marele rol în istoria popoarelor abia după ce s-au unificat care numai după unirea lor în secolul XIII din inițiativa celebrului și energicului mare han Ginghis, fondatorul Imperiului Mongol.

## Mongolii astăzi
Pe teritoriul Mongoliei trăiesc 2,4 milioane de locuitori, din grupurile tribale mongole halha, buriații, urianceai și oirații (cunoscuți și sub denumirea ölöt).
Mongolii care trăiesc în China de Nord (regiunea autonomă Mongolia Interioară) sunt în număr de aproape 6 milioane și reprezintă următoarele grupuri tribale: türmed, hahar, ordos, barguții, buriații și oirații. Această populație este răspândită pe teritoriul autonom mongol și în provinciile Liaoning, Jilin, Hebei, Xinjiang (Singkiang sau Uyguria), Heilongjiang, Qinghai (Cinghai) și Henan.
În Rusia trăiesc circa o jumătate de milion de mongoli: buriații, oirații și calmîcii răspândiți pe teritoriul Altaiului rusesc și nordul Mării Caspice.
Toate triburile mongolice luate împreună formează (蒙古族, Menggru zu) grupul cel mare al mongolilor.
În România mongolii sunt reprezentați de triburile tătare, aceștia trăind în Dobrogea și fiind în număr de aproximativ 20.000